# Cormodesmus hirrutellus
Cormodesmus hirrutellus är en mångfotingart som beskrevs av Chamberlin 1923. Cormodesmus hirrutellus ingår i släktet Cormodesmus och familjen Chelodesmidae. Inga underarter finns listade i Catalogue of Life.